# Hypercompe albiscripta
Hypercompe albiscripta là một loài bướm đêm thuộc phân họ Arctiinae, họ Erebidae.